# Bernardino Maccarucci
Bernardino Maccarucci, mort en 1798 est un architecte italien du XVIIIe siècle, qui fut actif à Venise.

## Biographie
Bernardino Maccarucci, fils d'un négociant (legnaiolo) en bois, devient l'élève de Giorgio Massari en architecture, après quoi il étudie les principes de la géométrie auprès de Gian Antonio Selva. Plus que par le talent, il doit sa renommée surtout aux critiques acerbes envers ses confrères qui lui permirent d'effectuer de nombreux chantiers sans réel succès.

## Réalisations à Venise
- Façade de la Scuola della carità (aujourd'hui Académie des Beaux-Arts de Venise).
- Église San Leonardo (détruite).
- Finition de la salle dite des banquets au Palais des Doges.
- Façade de l'église San Rocco.
- Façade de la cathédrale San Lorenzo à Mestre.

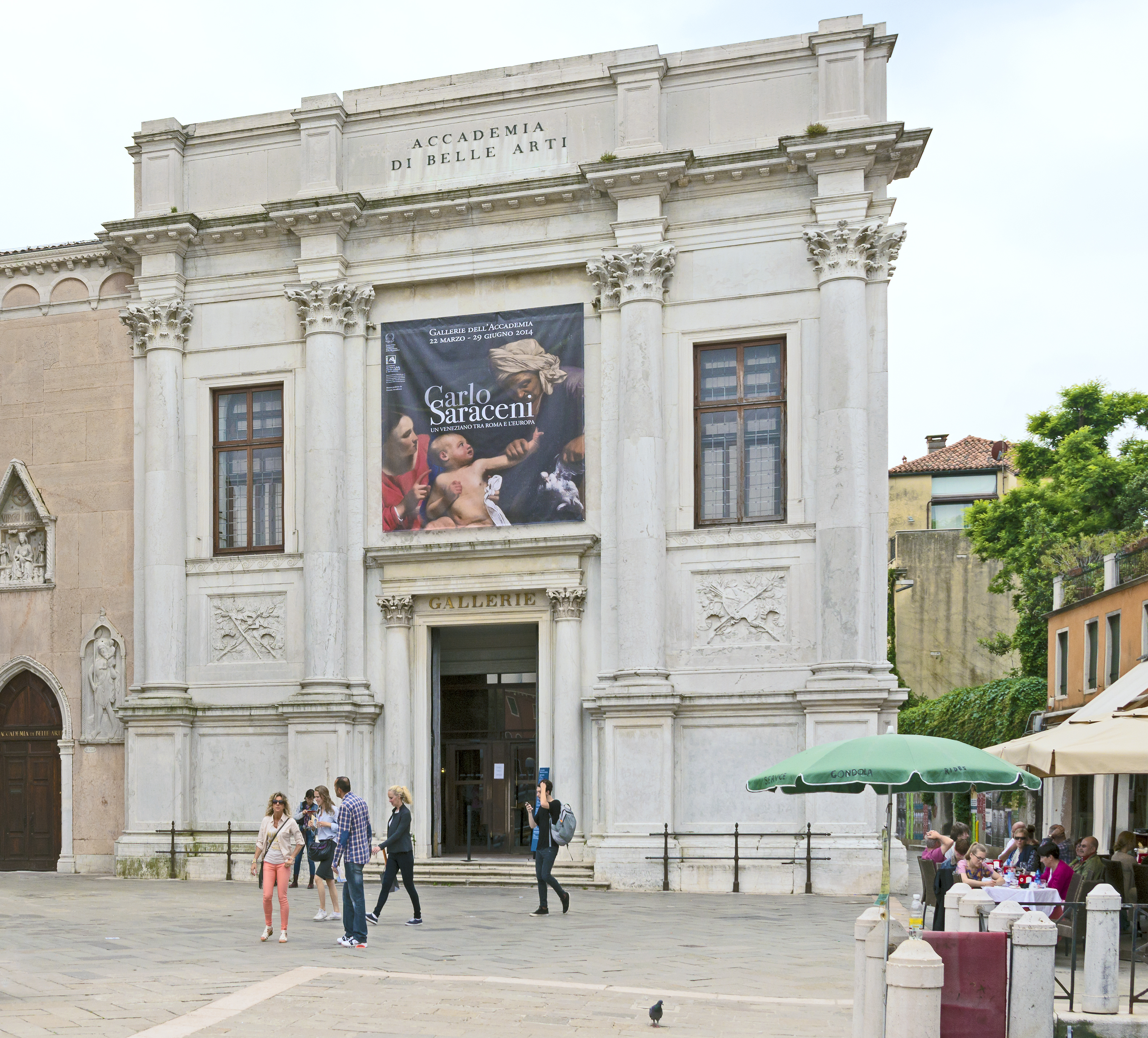
Façade de la Scuola della carità
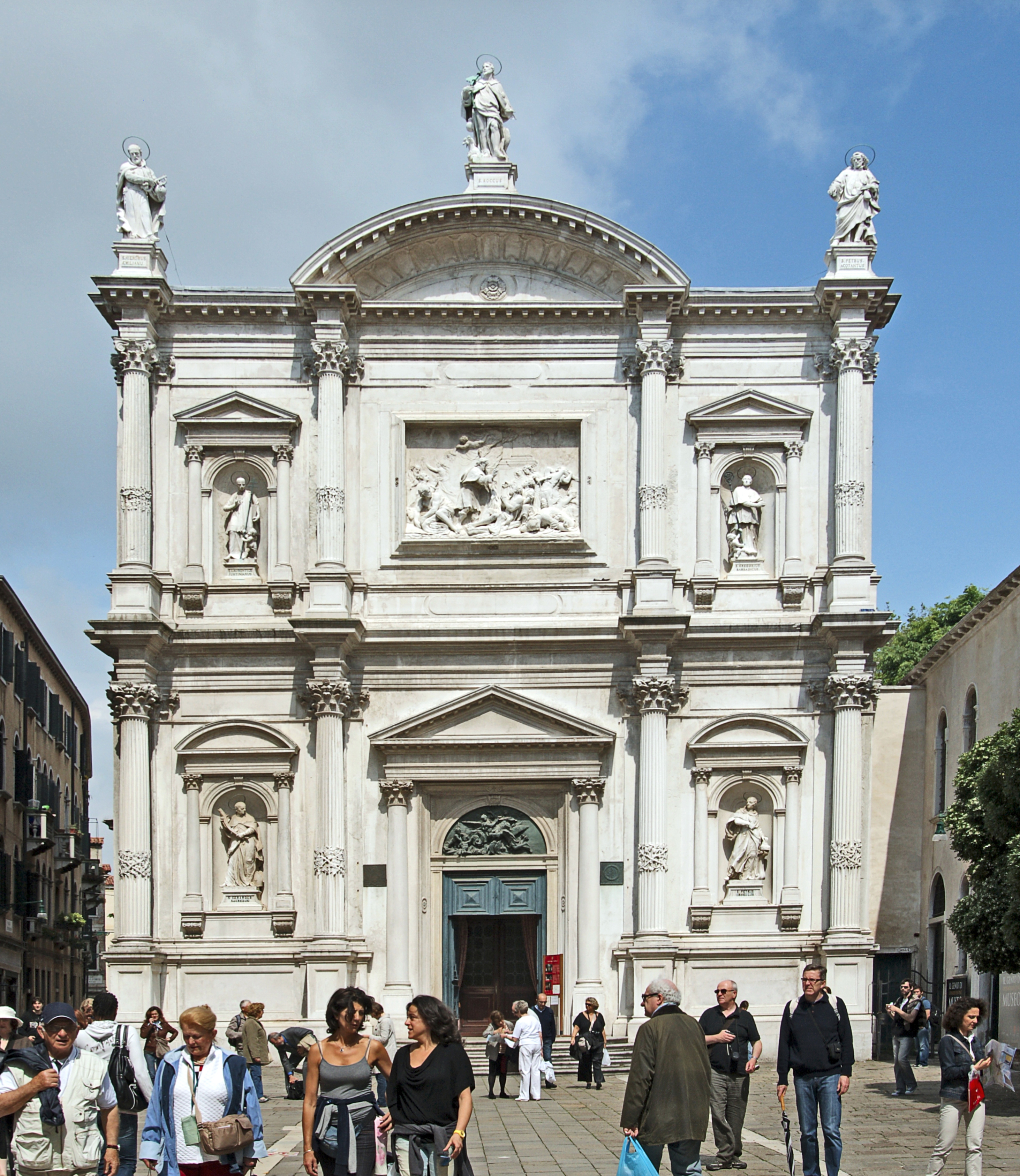
Façade de l'église San Rocco à Venise

## Sources et références
1. ↑  Sulla architettura e sulla scultura in Venezia dal medio de Pietro Selvatico, Pietro Estense Selvatico - 1847 (page 465).

- Sulla Architettura e sulla scultura in Venezia dal Medio Evo fino a oggi, studi di S. Selvatico,éditeur: Paolo Ripamonti Carpani, 1847.